# Zelle
Zelle ([zɛl]) — це мережа цифрових платежів у Сполучених Штатах, яку обслуговує приватна фінансова компанія, що належить банкам Bank of America, Truist, Capital One, JPMorgan Chase, PNC Bank, US Bank і Wells Fargo. Сервіс Zelle дає змогу особам електронно переказувати гроші зі свого банківського рахунку на рахунок іншого зареєстрованого користувача (у Сполучених Штатах) за допомогою мобільного пристрою або вебсайту сучасної банківської установи.
Сервіс миттєвих платежів Zelle був запущений в червні 2017 року як наступник платіжного сервісу clearXchange. З того часу Zelle розширився, і на 2022 рік вісімдесят відсотків населення США мали змогу підключитись до Zelle через своє банківське застосування, з підтримкою понад 1600 фінансових установ.

## Історія
У квітні 2011 року був запущений сервіс clearXchange. Спочатку він належав і управлявся Bank of America, JPMorgan Chase і Wells Fargo. Сервіс пропонував можливість здійснювати платежі від особи до особи (P2P), від бізнесу до споживача (B2C) та від уряду до споживача (G2C).
Для платежів від особи до особи, clearXchange дозволяв користувачам відправляти гроші іншим зареєстрованим користувачам, які мали рахунки в учасницьких банках у Сполучених Штатах. Користувачі отримували доступ до мережі через вебсайти та додатки фінансових установ-учасниць, а також через вебсайт clearXchange. Мережа підключалася до існуючих банківських рахунків, так що споживачам не потрібно було створювати окремий рахунок для використання сервісу. Ця можливість, а також відсутність комісій за використання сервісу, були виділені як переваги для конкуренції з іншими сервісами платежів від особи до особи, такими як PayPal, Popmoney і Square. Система асоціювала кожний банківський рахунок користувача з електронною адресою та мобільним номером телефону, тому для надсилання грошей безпосередньо з банківського рахунку на рахунок іншої особи, яка також зареєструвалася в сервісі, необхідно було вказати лише електронну адресу або мобільний номер отримувача.
Кількість фінансових установ, афілійованих з clearXchange, зросла, включаючи інші банки та кредитні спілки. Capital One і US Bank були додані як додаткові власники-члени.
У червні 2015 року clearXchange оголосила про доступність платіжної системи в реальному часі. Для виконання деяких транзакцій може знадобитися п'ять або більше днів.
У січні 2016 року clearXchange було продано компанії Early Warning Services, LLC, що належить Bank of America, Truist, Capital One, JPMorgan Chase, PNC Bank, US Bank і Wells Fargo.
У вересні 2017 року Early Warning Services випустили платіжну систему Zelle та мобільний додаток і оголосили, що всі облікові записи платіжних служб clearXchange «від людини до людини» будуть деактивовані в грудні 2017 року. Після цього clearXchange припинив підтримку платежів від людини до людини, але продовжив надавати платежі від компаній і державних установ певним клієнтам. Компанія заохочувала колишніх користувачів clearXchange підписуватися на новий сервіс Zelle. Як і в попередній службі clearXchange, у службі Zelle одержувачі ідентифікуються за зв'язком між банківським рахунком одержувача та адресою електронної пошти або номером мобільного телефону. Гроші, надіслані зареєстрованому одержувачу, який має рахунок у фінансовій установі, що входить до мережі Zelle, зазвичай доступні одержувачу «протягом хвилин».
У березні 2019 року генеральний директор Early Warning Services Пол Фінч пішов у відставку, щоб співпрацювати з Finch Family Foundation, некомерційною організацією у Фініксі, штат Аризона, яка обслуговує нужденні сім'ї та дітей. Причинами свого відходу Фінч назвав своє тривале перебування на посаді, завершення запуску мережі Zelle та плани компанії розпочати нові проєкти.
У травні 2019 року Early Warning Services призначив свого нового генерального директора Альберта Ко, який раніше був директором з трансформації Intuit. Під час роботи в Intuit Ко був генеральним менеджером Mint і наглядачем QuickBooks.
Сервіс Zelle розширювався з роками, і станом на 2022 рік щороку обробляв найбільшу суму однорангових платежів у США серед порівнянних сервісів. У Zelle у першій половині 2022 року транзакції становили понад 1,6 мільярда доларів США на день, або 1 мільйон доларів США на хвилину. Вісімдесят відсотків населення США підключили Zelle через свій банківський додаток, доступ також доступний через окремий додаток Zelle.

## Сервіс
Сервіс Zelle призначений для розрахунків з тими, кого платник уже знає і яким довіряє, і сервіс знімає будь-яку відповідальність за товари та послуги, що продаються через систему.
Zelle використовує ACH для розрахунків за ніч, подібно до прямого депозиту.
Користувачі Zelle можуть надсилати гроші іншим зареєстрованим користувачам Zelle. (Якщо вони спробують надіслати гроші незареєстрованим одержувачам, призначений одержувач отримає запрошення зареєструватися в службі для завершення транзакції.) Користувачі отримують доступ до мережі через вебсайти та програми фінансових установ США, що беруть участь у Zelle, а також через мобільний додаток Zelle. Щоб зареєструватися в мобільному додатку Zelle, користувачі повинні зареєструвати підтримувану дебетову картку MasterCard або Visa, випущену у зв'язку з банківським рахунком у США.
Мережа підключається до існуючих банківських рахунків, тому споживачам не потрібно поповнювати окремий рахунок, щоб користуватися послугою. Користувачеві потрібна лише адреса електронної пошти або номер мобільного телефону одержувача, щоб надіслати гроші безпосередньо зі свого банківського рахунку на банківський рахунок одержувача.
Адресу електронної пошти або номер мобільного телефону можна активно зареєструвати в Zelle для отримання платежів лише в одній фінансовій установі. Щоб зареєструватися в кількох банках, користувачі повинні надати різні адреси електронної пошти або номери мобільних телефонів для кожного.
Користувач Zelle може переказати гроші одержувачу або подати запит, щоб інші відправили платіж або розділити вартість платежу.
Існують обмеження на суму в доларах і частоту транзакцій, дозволених на Zelle, встановлені банківською установою, пов'язаною з обліковим записом, який використовується. Наприклад, перекази з більшості фінансових рахунків Wells Fargo обмежені 2500 дол. США на день і 20 000 дол. США за 30-денний період, а для нових одержувачів або використання мобільного додатка Zelle, а не самостійних послуг банку, можуть застосовуватися нижчі ліміти. Перекази з поточного рахунку Chase обмежені до 2000 доларів США на день і 16 000 доларів США за календарний місяць.
Платежі, здійснені за допомогою Zelle, не можна скасувати (якщо не було зроблено спробу надіслати платіж комусь, хто не зареєстрований у службі).
На вебсайті Zelle, запущеному в червні 2017 року, йдеться, що «транзакції між зареєстрованими користувачами Zelle зазвичай відбуваються за лічені хвилини. Якщо ваш одержувач ще не зареєстрований у Zelle, це може зайняти від 1 до 3 робочих днів після його реєстрації.»

## Критика
Сервіс Zelle отримав негативний розголос через інциденти шахрайства, під час яких рахунки банківських клієнтів були скомпрометовані через соціальну інженерію, а Zelle потім створили шахраї та використовували для переказу коштів з рахунків жертв, залишаючи жертвам мало практичних чи правових засобів захисту. У деяких випадках клієнти банку отримували компенсацію від залучених банків залежно від банку та його політики та особливостей інциденту. Банки можуть використовувати вторинні методи підтвердження, такі як SMS, або іншим чином встановлювати обмеження на щойно створені рахунки та перекази нещодавно доданим одержувачам, як профілактичний захід. Незадовго до оприлюднення критичного звіту сенатор Елізабет Уоррен розкритикувала керівників Zelle на слуханнях у Банківському комітеті Сенату у вересні 2022 року як за відсутність повернення коштів у випадках шахрайства, так і за відсутність відповіді на запити щодо статистики.